# Lev Kamenev
Pour les articles homonymes, voir Kamenev.
Lev Borissovitch Kamenev (en russe : Лев Борисович Каменев) de son nom de naissance Rosenfeld (Розенфельд), né le 6 juillet 1883 (18 juillet dans le calendrier grégorien) à Moscou et fusillé le 25 août 1936 à Moscou (53 ans), est un révolutionnaire russe et homme politique soviétique.

## Biographie

### Engagement révolutionnaire
Lev Borissovitch Kamenev est le fils d'un père juif laïc et d'une mère orthodoxe russe. Son père travaillait comme ingénieur sur la ligne Bakou-Batoumi. Kamenev étudie au lycée classique pour garçons de Tiflis, en Géorgie, et à l'université de Moscou. À l'occasion de ses premières activités révolutionnaires (lectures de la théorie marxiste), il côtoie Joseph Vissarionovitch Djougachvili (Joseph Staline).
En 1900, Kamenev épouse Olga Davidovna Bronstein (Olga Kameneva), la sœur de Léon Trotski. Le couple a deux fils. En 1901, Kamenev rejoint les communistes. En 1902, il interrompt ses études et s'engage dans des activités révolutionnaires, il travaille à Saint-Pétersbourg, à Moscou et à Tiflis.
En 1902, Kamenev fait un séjour à l'étranger et rencontre des représentants sociaux-démocrates russes en exil, en particulier Lénine, dont il devient un proche collaborateur. Il se rend à Paris. Kamenev assiste au 3e congrès du POSDR à Londres en mars 1905. Il rejoint Pétersbourg entre octobre et décembre 1905. Il retourne à Londres pour assister à la 5e réunion du RSDLP, où il est élu au Comité central de la mouvance bolchevique. En mai 1907, Kamenev est arrêté à son retour en Russie. Libéré de prison en 1908, il quitte la Russie la même année pour l'étranger et aide Lénine à éditer le magazine Proletariy (en). Après l'éviction d'Alexandre Bogdanov par Lénine en 1908, Kamenev et Grigori Zinoviev deviennent les principaux collaborateurs de Lénine à l'étranger. Ils contribuent à expulser Bogdanov et ses partisans en 1909.

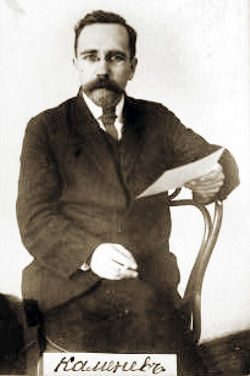
Kamenev en 1918.

En janvier 1910, les léninistes et les partisans de Bogdanov se réunissent à Paris et tentent de réunifier le parti. Kamenev et Zinoviev ont des doutes, mais suivent Victor Noguine, le négociateur de la réunion. Lénine est farouchement opposé à toute réunification, mais il est devenu minoritaire au sein de la direction bolchevique. Les principaux participants à la réunion sont parvenus à un accord de principe et aux propositions faites par Trotski.
Après l'échec de la tentative de réunification, Kamenev continue à travailler pour le journal Proletariy et enseigne à l'école du parti bolchevique à Longjumeau près de Paris. En janvier 1914, Kamenev est envoyé à Pétersbourg pour diriger la version russe de la Pravda et la fraction bolchevik de la Douma. Kamenev est arrêté après le déclenchement de la Première Guerre mondiale. Il est exilé en Sibérie au début 1915, et y reste jusqu'à la révolution de Février.

### Après 1917
Revenu de Sibérie après la révolution de Février, il prône avec Staline une ligne relativement conciliante avec le gouvernement provisoire.
Après la révolution d'Octobre, il est un des principaux dirigeants bolcheviks. Il participa à l'Iskra et à la rédaction, en Suisse, de la Pravda, d'abord avec Trotski, puis dans la faction opposée.
Il est élu au Comité central et participe aux négociations du traité de Brest-Litovsk. Il était opposé au projet d'insurrection de Lénine : un article publié avec Grigori Zinoviev contre le projet d'insurrection devait rester dans les mémoires, à leur détriment. Un vote de la majorité du parti fut favorable à la stratégie de Lénine. Il se rallia et, après le succès de la révolution, fut élu Président du Comité central exécutif — en position de chef de l'État — par le deuxième congrès des Soviets, réuni à la même date en prévision du succès de la révolution. Il fut aussi un des tout premiers membres du Politburo. Il y avait parmi les collaborateurs de Lénine des divergences politiques et stratégiques : Kamenev, de concert avec Zinoviev et Staline, s'opposa en 1923 à Trotski mais, trois ans plus tard, après la mort de Lénine, il forma avec Trotski l'opposition de gauche à Staline ; tous deux critiquaient le développement de la bureaucratie.
En 1918, Kamenev devient président du Soviet suprême de Moscou et peu après vice-président du gouvernement de Lénine et membre du conseil du Travail et de la Défense. Durant la maladie de Lénine, Kamenev est son conseiller, il est commissaire du peuple et président du Politburo. En collaboration avec Grigori Zinoviev et Joseph Staline, il participe à la marginalisation de Trotski. Durant le treizième congrès du parti, Kamenev obtient une vaste majorité des sièges. La conférence s'est tenue en janvier 1924, juste avant la mort de Lénine. Lors de la lecture du testament de Lénine, Kamenev propose de maintenir Staline au secrétariat du Parti, en dépit de la volonté de Lénine, qui le juge trop brutal, de le voir écarté.
Après la défaite de Trotski à la XIIIe conférence, les tensions intervenues entre Zinoviev et Kamenev, d'une part, et les tensions avec Staline, d'autre part, deviennent plus prononcées. Néanmoins Staline, en particulier aidé par Kamenev, conserve son poste de Secrétaire général du Comité central à l'occasion du XIIIe congrès du Parti au printemps 1924.
Cependant, en octobre 1924, Trotski publie Les Leçons d'Octobre (en), un résumé détaillé des événements de 1917. Dans l'article, Trotski décrit l'opposition de Zinoviev et Kamenev à la prise du pouvoir par les bolcheviks en octobre 1917, ce que ces derniers auraient préféré passer sous silence. Cette révélation entraîne un nouveau cycle de lutte au sein du parti entre Zinoviev et Kamenev, une fois de plus allié avec Staline contre Trotski. Eux et leurs partisans accusent Trotski de diverses erreurs durant la guerre civile russe et critiquent sa réputation militaire, à tel point qu'il est contraint de démissionner en tant que commissaire du peuple de l'Armée et de la présidence du Conseil militaire révolutionnaire en janvier 1925. Zinoviev exigea l'expulsion de Trotski du Parti communiste, mais Staline refusa de le suivre, jouant habilement le rôle de modéré.

### La chute
En 1925, une fois Trotski exclu de la course au pouvoir, le triumvirat Zinoviev-Kamenev-Staline commence à se fissurer. Staline, de son côté, fait alliance avec le théoricien et éditeur de la Pravda Nikolaï Boukharine et avec le Premier ministre soviétique Alexei Rykov. Zinoviev et Kamenev s'allient avec la veuve de Lénine, Nadejda Kroupskaïa, et avec le commissaire du peuple aux Finances et membre du Politburo, Grigori Sokolnikov. Leur alliance est connue sous le nom de « nouvelle opposition ».
La lutte devient ouverte à la réunion du Comité central de septembre 1925 et au XIVe congrès du Parti en décembre 1925, lorsque Kamenev demande publiquement le retrait de Staline de son poste de Secrétaire général. Avec sa délégation et avec Zinoviev, il se retrouve en minorité et est battu. Trotski est resté silencieux pendant le Congrès. Zinoviev est réélu au Politburo, mais Kamenev est rétrogradé et, de membre à part entière, il devint un membre privé de droit de vote, tandis que Staline voit sa position renforcée au Politburo.
Dans les années 1920, Kamenev quitta sa première femme pour Tatiana Glebova.
Au cours d'une accalmie dans la lutte au sein du parti en 1926, Zinoviev, Kamenev et leurs partisans retrouvent les partisans de Trotski et les deux groupes forment une alliance, connue sous le nom d'« Opposition unie ». Mais lors de la XVe conférence du Parti en octobre 1926, l'opposition est rejetée et Kamenev perd son siège au Politburo.
Kamenev, dans l'opposition à Staline tout au long des années 1926 et 1927, est expulsé du Comité central en octobre 1927. Après l'expulsion de Zinoviev et de Trotski du Parti communiste, le 12 novembre 1927, Kamenev reste porte-parole du chef de l'opposition au sein du Parti et représente sa position au XVe congrès du Parti en décembre 1927. Le Congrès expulse Kamenev, comme beaucoup d'opposants, début 1928.
Exclu du Parti, il fait amende honorable, demandant sa réintégration, qui lui est accordée en 1928.
En 1932, il est à nouveau exclu et demande de nouveau à Staline d'être réintégré : il l'est le 12 décembre 1933 et dirige pendant quelques mois la Maison Pouchkine. Il se consacre alors à diverses activités littéraires, comme la première édition russe des mémoires de Vladimir Pétchérine, qu'il considère comme un précurseur du mouvement révolutionnaire. Pourtant, à peine un an plus tard, il est arrêté et condamné à dix ans de prison au motif d'avoir conspiré en vue d'assassiner Staline.
Lors du premier des procès de Moscou, en août 1936, il figure parmi les accusés, avec Zinoviev, cette fois pour trahison envers l'État soviétique. Jugé coupable, il est exécuté à Moscou le 25 août 1936.
Presque toute la famille de Kamenev disparaît avec lui. Ses enfants sont exécutés, Iouri Kamenev le 30 janvier 1938, à l'âge de 17 ans et Alexandre Kamenev, officier d'aviation, le 15 juillet 1939, à l'âge de 33 ans. Sa première épouse est d'abord envoyée en exil en 1935, jugée à nouveau en 1938 et exécutée par le NKVD sur ordre de Staline le 11 septembre 1941 avec 160 autres prisonniers politiques dans la forêt de Medvedev, près d'Orel. Seul son plus jeune fils, Vladimir Glebov (1929-1994), issu de son second mariage, a survécu aux prisons et camps de travail staliniens.

## Postérité

### Romanesque
- Personnage important du roman de Kéthévane Davrichewy, L'Autre Joseph (2016)